# Krasznay Mihály

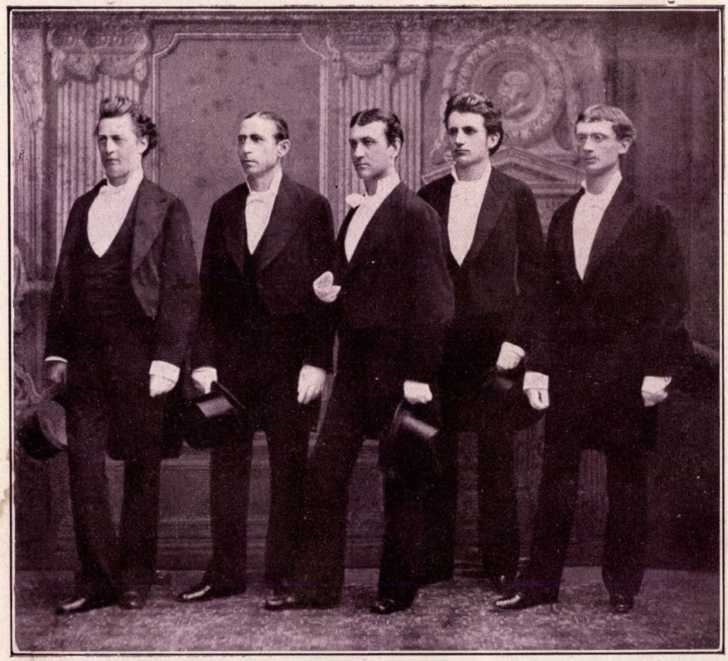
Bécsi magyar népszínműtársulat vezető alakjai: Krasznay Mihály, Szentgyörgyi István, Mátrai Betegh Béla, Gyenes László és Szombathelyi Béla, akiket Erzsébet királyné 1880. május havában Schönbrunnban kihallgatáson fogadott. Forrás: Magyar színművészeti Lexikon 1. 1929.

Krasznay Mihály (Szilágysomlyó, 1832. szeptember 29. – Kolozsvár, 1892. augusztus 27.) színész, Kőrösi Mária színésznő férje.

## Élete
François de la Mouche (később Mustárdira magyarosította nevét) francia emigráns, Krasznamegye főorvosa és dobokai Kolozsvári Julia fia. 1848-49-ben atyjával és három testvérével együtt Bem József hadseregében szolgált Erdélyben. 1855. novemberben Debrecenben színésznek állott be Csabai Pál társaságába, és vándorszínész lett; később Kolozsvárra szerződött és ezután kevés kivétellel az ottani színháznál működött.
Szinnyei szerint nem volt jó színész, szerelmes és társalgási szerepekben játszott; azonban még szerepeit se tanulta meg. Ismert alak volt az utcán, táncvigalmakban, társas lakomákon, választásokon, ünnepélyeken, majálisokon, kávéházban és mindenütt; ilyen társas-összejöveteleken jóformán nélkülözhetetlen volt. Múltjának gazdag tárházából ilyenkor halomszámra szedegette elő a vígabbnál vígabb humorisztikus történeteket, és előadta jóízű megjegyzésekkel tarkítva, hogy a társaságot mindig mosolyra derítette.
1877. október 10-én feleségül vette Philippovicsné Kőrösi Máriát. 1881. január 20-án ülte meg 25 éves jubileumát a Bánk bán-ban, Tiborc szerepében. 1887. május elején elméje elborult és a nagyszebeni kórházba szállították, ahonnét néhány hónap múlva javult állapotban tért ugyan vissza, de színészi pályája véget ért; mert elméjének teljes épségét, kedélyének régi frissességét nem tudta visszanyerni soha többé.

## Fontosabb szerepei
- Költő Károly (Kintornás család);
- Kontra Friodlin (Tolonc);
- Bagó koldus (Sárga csikó);
- Rochester lord (Lowoodi árva);
- Szegény Tamás (Lear);
- Zrínyi Miklós;
- Feledi Lajos (Tóth E.: A falu rossza);
- Moór Károly (Schiller: Haramiák);
- Tiborc (Katona József: Bánk bán);
- Tamás (Shakespeare: Lear király);
- Mihály (Szigeti J.: Csizmadia mint kísértet);
- Ákos (Szigligeti E.: Mama).

## Működési adatai
1857: Láng Boldizsár; 1858: Pozsonyi Alajos; 1859: Kétszeri József; 1860: Futó János, majd Szabó–Philippovics–Gyulai; 1861–64: Arad, Kassa; 1864: Szabó József; 1865: Latabár Endre; 1866: Károlyi György; 1867: Budai Népszínház; 1868: Egressy Ákos; 1869: Károlyi Lajos.

## Munkája
- Miska biographiája. Egy eleven szinész élete. Irta Gabányi. Kolozsvár, 1881. (K. önéletrajza és adomáinak gyűjteménye.)